# Accolans
Accolans ist eine französische Gemeinde mit 88 Einwohnern (Stand: 1. Januar 2022) im Département Doubs in der Region Bourgogne-Franche-Comté.

## Geographie
Die Gemeinde Accolans liegt auf einer Höhe von 424 m über dem Meeresspiegel, sieben Kilometer nordwestlich von L’Isle-sur-le-Doubs und etwa 21 Kilometer westlich der Stadt Montbéliard (Luftlinie). Das Dorf erstreckt sich in einer Talmulde in der Hügellandschaft nördlich des Doubstals, westlich der Höhe von Accolans.
Die Fläche des 5,18 km² großen Gemeindegebiets umfasst einen Abschnitt der Hügellandschaft nördlich des Doubstals. Der zentrale Teil des Gebietes wird von der Talmulde von Accolans eingenommen. Sie öffnet sich gegen Süden zum Tal des Doubs, zeigt jedoch kein oberirdisches Fließgewässer, weil das Niederschlagswasser im verkarsteten Untergrund der Kalkhochflächen versickert. Nach Norden leitet ein Sattel, welcher die Gemeindegrenze bildet, zum Einzugsgebiet des Ognon über. Begrenzt wird die Talmulde von Accolans auf beiden Seiten von Hochflächen, darunter der Mont de la Chèvre und der Rocheret, die teils mit Acker- und Wiesland, teils mit Wald bestanden sind. Mit 532 m wird auf der Höhe nordöstlich des Dorfes die höchste Erhebung von Accolans erreicht.
Nachbargemeinden von Accolans sind Grammont und Belles-Fontaines im Norden, Geney im Osten, Mancenans und Soye im Süden sowie Bournois im Westen.

## Geschichte
Das Gemeindegebiet von Accolans war bereits im Neolithikum besiedelt, was aufgrund von Ausgrabungsfunden auf dem Vorsprung La Motte du Châtelot nördlich des Dorfes nachgewiesen werden konnte. Das Gebiet um Accolans wurde vermutlich im 12. Jahrhundert von Mönchen des Zisterzienserklosters Lieu-Croissant gerodet und urbar gemacht. Im Mittelalter gehörte Accolans zur Herrschaft Granges, die im 14. Jahrhundert unter die Oberhoheit der Grafen von Montbéliard kam. Zusammen mit der Franche-Comté gelangte das Dorf mit dem Frieden von Nimwegen 1678 an Frankreich. Heute ist Accolans Teil des Gemeindeverbandes Deux Vallées Vertes.

## Bevölkerung
| Jahr                       | 1962 | 1968 | 1975 | 1982 | 1990 | 1999 | 2006 | 2014 | 2022 |
| Einwohner                  | 102  | 84   | 85   | 84   | 84   | 79   | 87   | 101  | 88   |
| Quellen: Cassini und INSEE |      |      |      |      |      |      |      |      |      |

Mit 88 Einwohnern (Stand 1. Januar 2022) gehört Accolans zu den kleinsten Gemeinden des Départements Doubs. Nachdem die Einwohnerzahl in der ersten Hälfte des 20. Jahrhunderts deutlich abgenommen hatte (1911 wurden noch 189 Personen gezählt), wurden seither nur noch geringe Schwankungen verzeichnet.

## Sehenswürdigkeiten
Die Kirche St. Nikolaus in Accolans wurde um 1840 neu erbaut. Sie besitzt einen bemerkenswerten Chor und Holzstatuen aus dem 18. Jahrhundert. Auf dem Friedhof steht ein Calvaire aus Gusseisen (1897). Im Süden des Dorfes befindet sich das Oratorium Saint-Joseph von 1868.

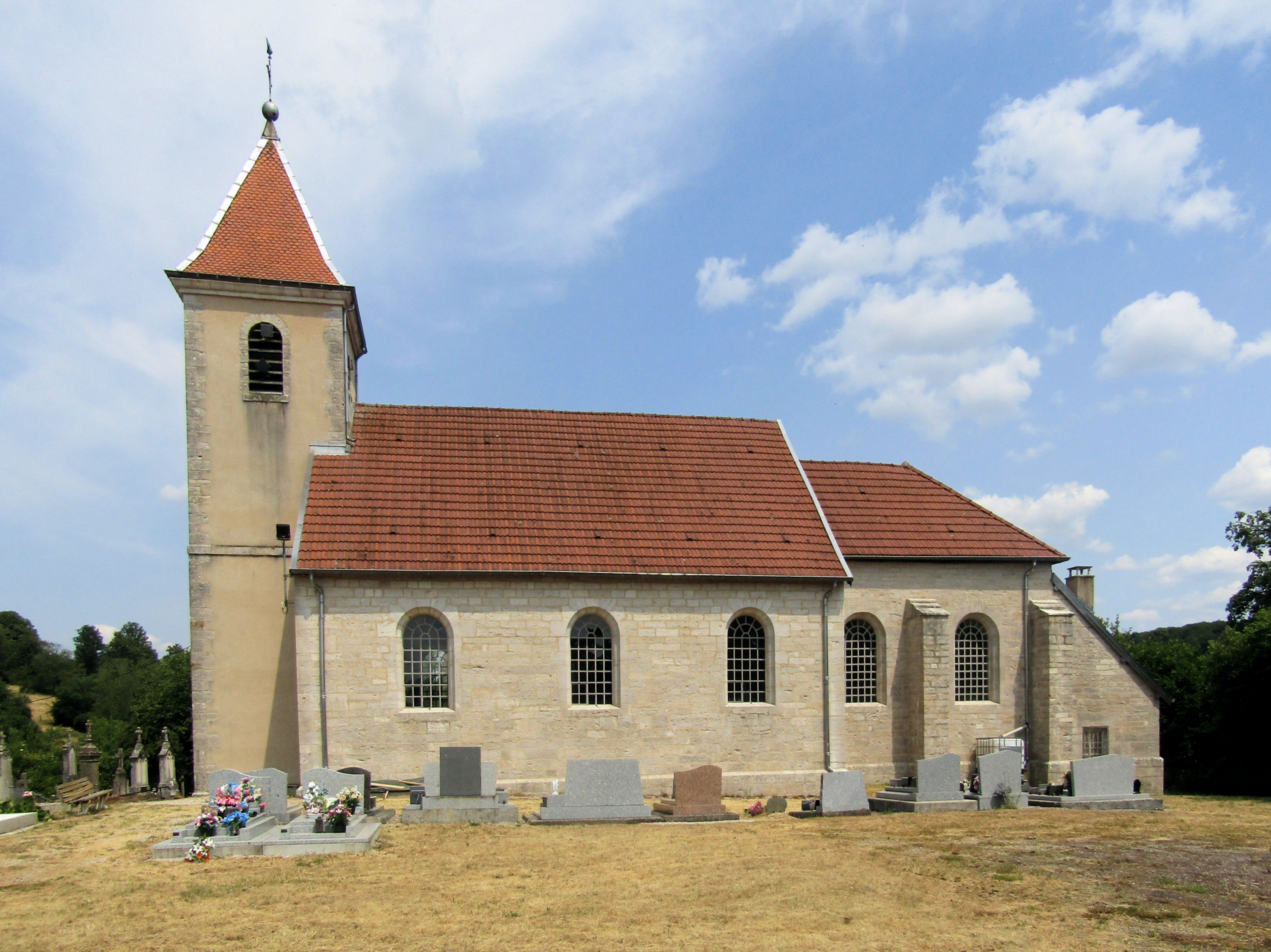
Kirche Saint-Nicolas

## Wirtschaft und Infrastruktur
Accolans war bis weit ins 20. Jahrhundert hinein ein vorwiegend durch die Landwirtschaft (Ackerbau, Obstbau und Viehzucht) und die Forstwirtschaft geprägtes Dorf. Noch heute leben die Bewohner zur Hauptsache von der Tätigkeit im ersten Sektor. Außerhalb des primären Sektors gibt es nur wenige Arbeitsplätze im Dorf. Einige Erwerbstätige sind auch Wegpendler, die in den umliegenden größeren Ortschaften ihrer Arbeit nachgehen.
Die Ortschaft liegt abseits der größeren Durchgangsstraßen an einer Departementsstraße, die von L’Isle-sur-le-Doubs nach Grammont führt. Der nächste Anschluss an die Autobahn A36 befindet sich in einer Entfernung von ungefähr 17 Kilometern. Eine weitere Straßenverbindung besteht mit Bournois.